# ماريا آيكهورن
ماريا آيكهورن (بالألمانية: Maria Eichhorn)‏ هي فنانة ألمانية، ولدت في 19 نوفمبر 1962 في بامبرغ في ألمانيا.

## وصلات خارجية
- ماريا آيكهورن على موقع مونزينجر (الألمانية)